# Joachim Schnerf
Joachim Schnerf (geboren 2. Juli 1987 in Straßburg) ist ein französischer Schriftsteller.

## Leben
Joachim Schnerf studierte an der Sorbonne. Er arbeitet als Verlagslektor für internationale Literatur in Paris. Für seinen zweiten Roman Cette nuit erhielt Schnerf 2018 den Prix Orange du Livre.

## Werke (Auswahl)
- Mon sang à l'étude. Paris : Olivier, 2014
- Publier la littérature française et étrangère. Paris : Electre/Cercle de la librairie, 2016
- Cette nuit. Paris : Zulma, 2019
  - Wir waren eine gute Erfindung. Übersetzung Nicola Denis. München: Verlag Antje Kunstmann, 2019
- Das Cabaret der Erinnerungen. Übersetzung Nicola Denis. München: Verlag Antje Kunstmann, 2023